# Michelle Alonso
Michelle Alonso Morales (Santa Cruz de Tenerife, 29 de marzo de 1994) es una deportista española que compite en natación adaptada. Ganó tres medallas de oro en los Juegos Paralímpicos de Verano entre los años 2012 y 2020.
Fue abanderada del equipo español en la ceremonia de apertura de los Juegos Paralímpicos de Tokio 2020.

## Palmarés internacional
| Juegos Paralímpicos | Juegos Paralímpicos     | Juegos Paralímpicos | Juegos Paralímpicos |
| Año                 | Lugar                   | Medalla             | Prueba              |
| ------------------- | ----------------------- | ------------------- | ------------------- |
| 2012                | Londres (Reino Unido)   | Medalla de oro      | 100 m braza SB14    |
| 2016                | Río de Janeiro (Brasil) | Medalla de oro      | 100 m braza SB14    |
| 2020                | Tokio (Japón)           | Medalla de oro      | 100 m braza SB14    |

## Reconocimientos
- Medalla de oro de la Real Orden del Mérito Deportivo, otorgada por el Consejo Superior de Deportes (2013).[6]
- Premios de Canarias al deporte 2025.[7]